# 29 tháng 11
Ngày 29 tháng 11 là ngày thứ 333 (334 trong năm nhuận) trong lịch Gregory. Còn 32 ngày trong năm.

## Sự kiện
- 1394 – Quốc vương Triều Tiên Lý Thành Quế thiên đô từ Khai Thành đến Hán Dương, đồng thời chính thức đổi tên thành Hán Thành, tức Seoul ngày nay.
- 1729 – Người da đỏ Natchez tiến hành một cuộc nổi dậy bất ngờ chống lại thực dân Pháp tại địa điểm mà nay nằm gần Natchez, Mississippi của Hoa Kỳ, sát hại hơn 240 người.
- 1777 – Cộng đồng nông nghiệp Pueblo de San José de Guadalupe được thành lập, là khu định cư thường dân đầu tiên ở Alta California thuộc Tân Tây Ban Nha, nay là San Jose của Hoa Kỳ.
- 1883 – Vua Hiệp Hòa bị quyền thần Nguyễn Văn Tường và Tôn Thất Thuyết phế truất rồi bức tử.
- 1899 – Một người Thụy Sĩ là Joan Gamper thành lập nên FC Barcelona, nay là một trong những câu lạc bộ thành công nhất của bóng đá Tây Ban Nha.
- 1945 – Quốc hội lập hiến của Nam Tư chính thức bãi bỏ chế độ quân chủ và tuyên bố nhà nước là một cộng hòa.
- 1947 – Chiến tranh Đông Dương: Thảm sát Mỹ Trạch tại tỉnh Quảng Bình.
- 1967 – Chiến tranh Việt Nam: Bộ trưởng Quốc phòng Hoa Kỳ Robert McNamara tuyên bố từ chức.
- 1972 – Atari phát hành Pong, trò chơi video thành công thương mại đầu tiên.
- 1987 – Một máy bay Boeing 707 của Korean Air phát nổ trên biển Andaman, trong một vụ khủng bố được tiến hành bởi hai điệp viên Bắc Triều Tiên đặt bom hẹn giờ.

## Sinh
- 1427 – Minh Anh Tông Chu Kì Trấn, còn gọi là Chính Thống Đế hay Thiên Thuận Đế, hoàng đế nhà Minh, tức ngày 11 tháng 11 năm Đinh Mùi (m. 1464)
- 1797 – Gaetano Donizetti, nhà soạn nhạc người Ý (m. 1848)
- 1803 – 
  - Christian Andreas Doppler, nhà vật lý học người Áo (m. 1853)
  - Gottfried Semper, kiến trúc sư người Đức (m. 1879)
- 1835 – Từ Hi Thái hậu, thái hậu nhà Thanh, tức 10 tháng 10 năm Ất Mùi (m. 1908)
- 1898 – C. S. Lewis, tác gia người Ireland (m. 1963)
- 1925 – Ernst Happel, cầu thủ và huấn luyện viên bóng đá người Áo (m. 1992)
- 1932 – Jacques Chirac, chính trị gia người Pháp, Tổng thống thứ 22 của Pháp
- 1939 – Meco, người chơi trombone và nhà sản xuất người Mỹ
- 1940 – Oscar Espinosa Chepe, nhà kinh tế học người Cuba
- 1947 – Petra Kelly, chính trị gia người Đức (m. 1992)
- 1949 – Jerry Lawler, đô vật và bình luận viên thể thao người Mỹ
- 1952 – Nguyễn Chánh Tín, diễn viên điện ảnh, đạo diễn và ca sĩ người Việt Nam (m. 2020)
- 1958 – John Dramani Mahama, chính trị gia người Ghana, Tổng thống thứ tư của Ghana
- 1959 – Richard Borcherds, nhà toán học người Anh gốc Nam Phi
- 1971 – Gena Lee Nolin, diễn viên người Mỹ
- 1973 – Ryan Giggs, cầu thủ bóng đá người Anh Quốc
- 1974 – Lâm Chí Linh, người mẫu, diễn viên người Đài Loan
- 1976 – 
  - Anna Faris, diễn viên và ca sĩ người Mỹ
  - Đan Trường, ca sĩ người Việt Nam
- 1982 – Imogen Thomas, người mẫu Anh Quốc
- 1984 - Đoàn Minh Tài, diễn viên người Việt Nam
- 1985 – Taguchi Junnosuke, ca sĩ, diễn viên, vũ công người Nhật Bản
- 1986 - Quốc Huy, diễn viên người Việt Nam
- 1990 – Lee Min-hyuk, ca sĩ, nhạc sĩ người Hàn Quốc

## Mất
- 1198 – Al-Aziz Uthman, Sultan của Vương triều Ayyub Ai Cập (s. 1171)
- 1268 – Giáo hoàng Clêmentê IV (s. 1190)
- 1314 – Philippe IV, Quốc vương Pháp (s. 1268)
- 1378 – Karl IV, Hoàng đế La Mã Thần thánh (s. 1316)
- 1501 – Francesco Di Giorgio Martini, họa sĩ người Ý (s. 1439)
- 1544 – Triều Tiên Trung Tông Lý Dịch, tức 15 tháng 11 năm Giáp Thìn (s. 1488)
- 1643 – Claudio Monteverdi, nhà soạn nhạc người Ý (s. 1567)
- 1699 – Patrick Gordon, tướng lĩnh người Scotland (s. 1635)
- 1780 – Maria Theresia, Hoàng hậu Mã Thần thánh (s. 1717)
- 1883 – Hiệp Hòa, hoàng đế thứ 6 của triều Nguyễn, tức 30 tháng 10 năm Quý Mùi (s. 1847)
- 1924 – Giacomo Puccini, nhà soạn nhạc người Ý (s. 1858)
- 1931 – Đặng Diễn Đạt, nhân vật quân sự Trung Quốc (s. 1895)
- 1941 – Zoya Kosmodemyanskaya, được truy tặng danh hiệu Anh hùng Liên Xô (s. 1923)
- 1974 – Bành Đức Hoài, tướng lĩnh Trung Quốc (s. 1898)
- 1981 – Natalie Wood, diễn viên người Mỹ (s. 1938)
- 1986 – Cary Grant, diễn viên người Mỹ gốc Anh (s. 1904)
- 2001 – Viktor Astafyev, nhà văn viết truyện ngắn và tiểu thuyết nổi tiếng của Liên Xô và Nga (m. 1924)
- 2001 – George Harrison, ca sĩ, người viết ca khúc, nhà sản xuất và diễn viên người Anh, thành viên ban nhạc The Beatles (s. 1943)
- 2006 – Leon Niemczyk, diễn viên người Ba Lan (s. 1923)
- 2008 – Jørn Utzon, kiến trúc sư người Đan Mạch, thiết kế Nhà hát Opera Sydney (s. 1918)
- 2010 – Bella Akhmadulina, thi nhân người Nga (s. 1937)
- 2008 – Minh Phụng, NSƯT của sân khấu cải lương miền Nam (s. 1944)
- 2019 – Nakasone Yasuhiro, cựu Thủ tướng Nhật Bản
- 2020 – Mai Hương, ca sĩ người Việt Nam (s. 1941).